# Cinéma d'Asie de l'Est
Le Cinéma d'Asie de l'Est désigne l'industrie cinématographique, et par extension les films produits et réalisés en Asie de l'Est et/ou par ses ressortissants.
Il regroupe donc les films produits au cinéma de Chine (Cinéma continental ; Cinéma hongkongais ; Cinéma taïwanais),  de Corée (Corée du Nord ; Corée du Sud), du Japon et de la Mongolie, soit une très grande variété.